# ملكة الفيلة (فلم)
ملكة الفيلة (بالإنجليزية: The Elephant Queen)، هُو فيلم وثائقي كيني أمريكي صدر سنة 2018 وأخرجه الثنائي فيكتوريا ستون ومارك ديبل.

## وصلات خارجية
- ملكة الفيلة  في قاعدة بيانات الأفلام على الإنترنت (بالإنجليزية)
- مقالات تستعمل روابط فنية بلا صلة مع ويكي بيانات